# Soy (álbum de Alejandra Guzmán)
Soy es el título del noveno álbum de estudio grabado por la cantautora mexicana Alejandra Guzmán, Fue lanzado al mercado bajo el sello discográfico BMG U.S. Latin el 23 de octubre de 2001. El álbum fue producido por Desmond Child y co-producido por Randy Cantor, ganó un Grammy Latino, además de disco de oro y platino. Destacan los sencillos De verdad (estrenado el 3 de septiembre en el radio) y Diablo, de gran éxito radial, además de Soy tu lluvia escrita por Joe Perry y Steven Tyler, integrantes de la banda de hard rock norteamericana Aerosmith.

## Lista de canciones
| Soy   |                     |                                                                           |          |  |
| N.º   | Título              | Escritor(es)                                                              | Duración |  |
| 1.    | «Diablo»            | Alejandra Guzmán, Randy Cantor, Jodi Marr                                 | 3:25     |  |
| 2.    | «De verdad»         | Steve Mandle, Julia Sierra, Jodi Marr                                     | 3:20     |  |
| 3.    | «Quiero vivir»      | Robbie Williams, Desmond Child, Eric Bazilian                             | 3:46     |  |
| 4.    | «Volveré a amar»    | Desmond Child, Richie Supa                                                | 3:53     |  |
| 5.    | «Caramelo»          | Elsten Torres                                                             | 3:16     |  |
| 6.    | «Todo»              | Desmond Child, Gary Burr, Johnny Lang                                     | 3:57     |  |
| 7.    | «Vagabundo corazón» | Desmond Child, Randy Cantor, Wayne Hector                                 | 4:15     |  |
| 8.    | «Soy tu lluvia»     | Joe Perry, Desmond Child, Steven Tyler, Fernando Osorio, Alejandra Guzmán | 4:43     |  |
| 9.    | «Abrázame»          | Juan Carlos Pérez Soto, Jodi Marr                                         | 2:53     |  |
| 10.   | «Labios de fuego»   | Lucresia Garx, Reyli Barba                                                | 3:47     |  |
| 37:09 |                     |                                                                           |          |  |

## Sencillos
- «De verdad»
- «Diablo»
- «Quiero vivir»
- «Volveré a amar»
- «Abrázame»